# Bogdan Chrzanowski
Bogdan Stanisław Chrzanowski (ur. 3 listopada 1950 w Gdyni) – polski historyk, politolog, muzealnik, profesor nauk społecznych. Specjalizuje się w historii najnowszej. 
Pełnił funkcje: prodziekana Wydziału Nauk Społecznych Uniwersytetu Gdańskiego oraz przewodniczącego Rady Powierniczej Muzeum II Wojny Światowej w Gdańsku. Pełni funkcję sekretarza Rady Naukowej Instytutu Bałtyckiego.

## Ważniejsze publikacje
- Eksterminacja ludności polskiej i żydowskiej na terenach okupowanej Polski w świetle wydawnictw podziemnych (1939-1945) (1979)
- "Miecz i Pług" : (Zjednoczone Organizacje Ruchu "Miecz i Pług") na Pomorzu w latach okupacji niemieckiej 1939-1945 (1997)
- Związek Jaszczurczy i Narodowe Siły Zbrojne na Pomorzu 1939-1947 : nieznane karty pomorskiej konspiracji (1997)
- Wydział Marynarki Wojennej "Alfa" Komendy Głównej Armii Krajowej (wraz z Andrzejem Chrzanowskim, 2001)
- Polska Podziemna na Pomorzu w latach 1939-1945 (wraz z Andrzejem Gąsiorowskim i Krzysztofem Steyerem, 2005)
- Delegatura Rządu RP na Kraj na Pomorzu : nieznane karty z frontu walki cywilnej podczas okupacji niemieckiej i po jej zakończeniu (2011)